# Episodi di Guerra fra galassie
Questa voce contiene un elenco degli episodi della serie televisiva Guerra fra galassie.
La serie fantascientifica consiste di una sola stagione di 27 episodi, trasmessi per la prima volta in Giappone dal 1978 al 1979. In lingua italiana è stata trasmessa su reti locali e poi dal 9 agosto 2011 su Man-Ga con il titolo Guerra fra galassie.
| N° | Titolo originale | Titolo italiano                 | Prima TV Giappone | Prima TV Italia |
| -- | ---------------- | ------------------------------- | ----------------- | --------------- |
| 01 |                  | Una strana astronave            | 08 luglio 1978    |                 |
| 02 |                  | Arrivano gli invasori           | 15 luglio 1978    |                 |
| 03 |                  | La messaggera della Terra       | 22 luglio 1978    |                 |
| 04 |                  | Un amico della giustizia        | 29 luglio 1978    |                 |
| 05 |                  | La scuola maledetta             | 12 agosto 1978    |                 |
| 06 |                  | Chi è l'imperatore Roxeya XIII? | 19 agosto 1978    |                 |
| 07 |                  | Amicizia nello spazio           | 09 settembre 1978 |                 |
| 08 |                  | Caccia all'uomo scimmia         | 16 settembre 1978 |                 |
| 09 |                  | Il castello del diavolo         | 23 settembre 1978 |                 |
| 10 |                  | Distruggere la terra!           | 30 settembre 1978 |                 |
| 11 |                  | La principessa di Mongo         | 07 ottobre 1978   |                 |
| 12 |                  | La battaglia decisiva           | 14 ottobre 1978   |                 |
| 13 |                  | Il miracolo di Manuel           | 21 ottobre 1978   |                 |
| 14 |                  | Il terribile agente segreto     | 28 ottobre 1978   |                 |
| 15 |                  | Amore nell'universo             | 04 novembre 1978  |                 |
| 16 |                  | La ragazza della casa magica    | 11 novembre 1978  |                 |
| 17 |                  | La vampira d'oro                | 18 novembre 1978  |                 |
| 18 |                  | La grande fuga                  | 25 novembre 1978  |                 |
| 19 |                  | L'eroe della foresta            | 02 dicembre 1978  |                 |
| 20 |                  | La leggenda della nave d'oro    | 09 dicembre 1978  |                 |
| 21 |                  | Il mostro di un altro mondo     | 16 dicembre 1978  |                 |
| 22 |                  | Roxeya, il diavolo              | 23 dicembre 1978  |                 |
| 23 |                  | Il palazzo esplode              | 30 dicembre 1978  |                 |
| 24 |                  | La grande cometa Zatan          | 06 gennaio 1979   |                 |
| 25 |                  | L'ultimo istante di Belba       | 13 gennaio 1978   |                 |
| 26 |                  | Il segreto di Emeralida         | 20 gennaio 1979   |                 |
| 27 |                  | La sconfitta dell'impero        | 27 gennaio 1979   |                 |